# Ditha Brickwell

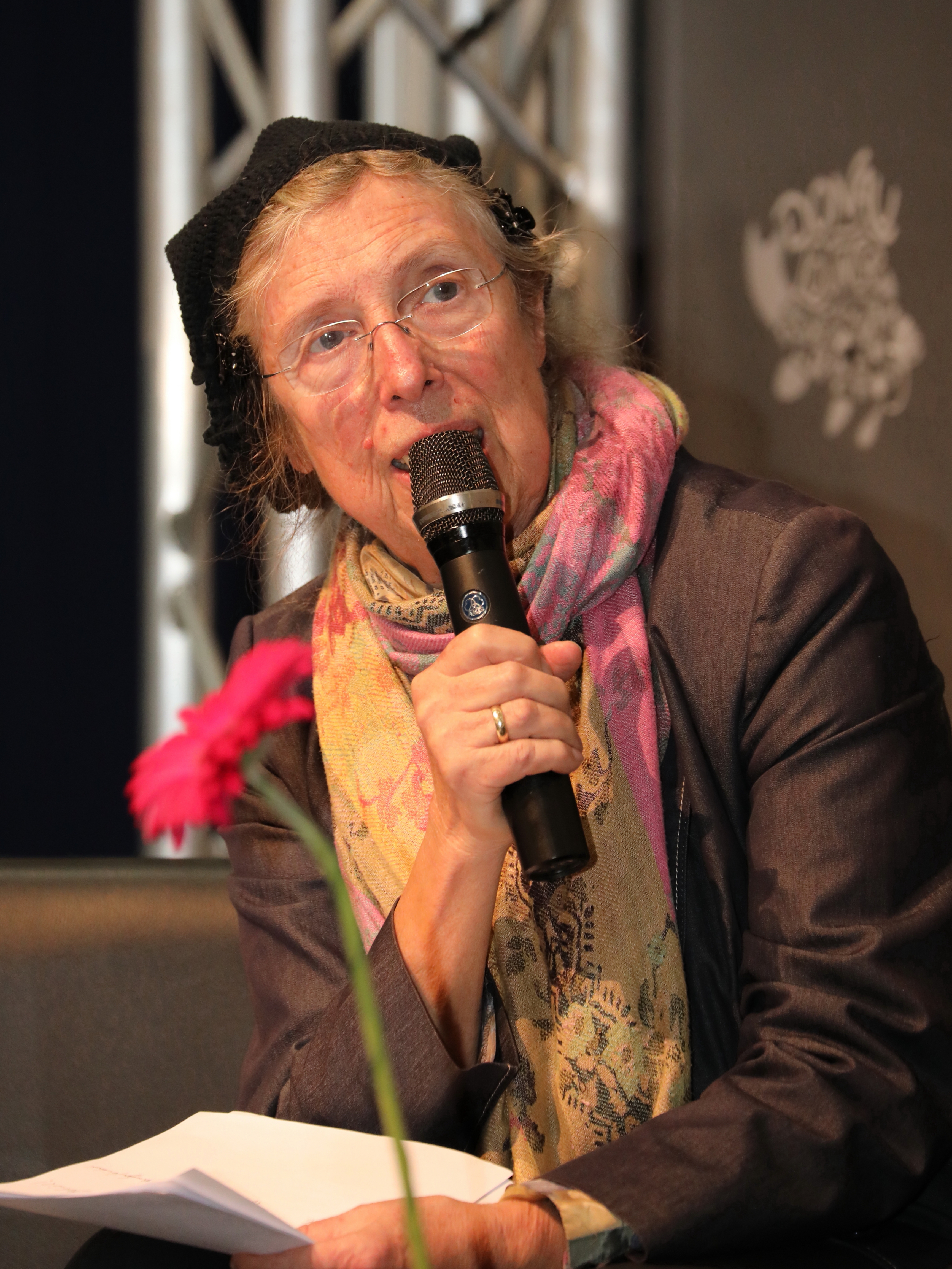
Ditha Brickwell auf der Buch Wien (2019)

Ditha Brickwell (* 28. Juli 1941 in Wien) ist eine österreichische Schriftstellerin. Sie lebt in Berlin und schreibt Romane und Essays.

## Leben und Werk
Ditha Brickwell wuchs in Wien auf. Nach Studien der Architektur, der Regionalplanung und der Bildungsökonomie in Wien, Berlin und New York arbeitete sie in Paris, Tel-Aviv und Helsinki. 1970 wählte sie Berlin als ständigen Wohnsitz. 1977 promovierte sie an der Technischen Universität Berlin über die Planung und Organisation im Hochschulbereich: eine Untersuchung über die Effizienz von Hochschulen.
Die große Stadt war ihr Thema: Sie lehrte an der TU-Berlin und an der Rheinisch-Westfälischen Technischen Hochschule Aachen und mit dem Ziel, wirtschaftliche Dynamik in verarmte Stadtviertel zu bringen. Sie arbeitete in der Berliner Senatsverwaltung für Stadtentwicklung und Umweltschutz und in der Investitionsbank Berlin in leitender Stellung und wirkte in internationalen Gremien und Arbeitsgruppen mit; als Beraterin und Evaluatorin der EU-Kommission ist sie in Europa weit herumgekommen. Seit 1988 schreibt und publiziert sie literarisch, seit 2005 lebt sie als freie Schriftstellerin in Berlin und Wien.
Ditha Brickwell schreibt Romane, Erzählungen und Essays und publiziert überwiegend in österreichischen Verlagen, Zeitschriften und Anthologien. Bislang sind neun Bücher auf dem Markt. Drei davon sind Künstlerbücher, gestaltet mit den Malerinnen und Buchkünstlern/-künstlerinnen Linda Wolfsgruber, Monika Sieveking und Albrecht von Bodecker.
In Werkstattgesprächen „Politik und Poesie“ bzw. „Geschichte in Geschichten“ lädt Ditha Brickwell regelmäßig Schriftstellerkollegen und -kolleginnen nach Wien oder Berlin ein, anhand ihrer Texte über das Schreiben im politischen Kontext zu reden.
Ditha Brickwell ist Mitglied in der Grazer Autorinnen Autorenversammlung (GAV), der Literar-Mechana, der IG Autoren Wien und des internationalen PEN-Zentrums Deutschland.

## Werke (Auswahl)
- Angstsommer, Roman, Mandelbaum, Wien 1999, ISBN 3-85476-026-4.
- Der Kinderdieb, Roman, Deuticke, Wien 2001, ISBN 3-216-30584-8.
- Vollendete Sicherheit, mit Linda Wolfsgruber: Zweifarbige Lithografien. Mandelbaum, Wien 2003, ISBN 3-85476-104-X; sowie in der Edition Mariannenpresse, Berlin 2003. ISBN 3-926433-31-0.
- 7 Leben, Frauenbiographien, Freimut & Selbst, Berlin 2005; 2. Auflage 2010, ISBN 3-937378-07-3.
- Die Akte Europa – eine Utopie geht verloren, Essay-Roman, Wieser, Klagenfurt 2007, ISBN  978-3-85129-688-4.
- Verletzte Paradiese, Novelle, Mandelbaum, Wien, 2009, ISBN 978385476-289-8
- Jede Stunde Stille Nacht, Erzählung mit Grafiken von Monika Sieveking, Die Quetsche Verlag für Buchkunst, Witzwort, ISBN 3-925899-86-3
- Vollendete Sicherheit, Erzählung, mit Grafiken von Linda Wolfsgruber, Mariannenpresse, Berlin 2003, ISBN 3926433310
- Zahlen!, Essay, Grafik von Albrecht von Bodecker, Mariannenpresse, Berlin 2003, ISBN 3926433361
- Fedjas Flucht, Roman, Drava, Klagenfurt 2018, ISBN 978-3-85435-868-8
- Die Welt unter meinen Zehen – Geschichten aus 100 Jahren, Drava, Klagenfurt 2019, ISBN 978-3-85435-921-0[1]
- Wir, der Feind von uns, Nachdenken über Grundfiguren unserer Angst, Passagen Verlag, Wien 2020, ISBN 978-3-7092-0429-0
- Engeltreiber, Drava Verlag, Klagenfurt 2023, ISBN 978-3-99138-021-4
- Sieben Leben. Geschichten von Frauen und vom Glück im Unglück, Drava Verlag, 2024, ISBN 978-3-99138-081-8
- Die andere Seite der Nacht, Drava Verlag, Klagenfurt 2024, ISBN 978-3-99138-094-8

## Auszeichnungen
- 2007 Anerkennungspreis des Bruno-Kreisky-Preises[2] für den Romanessay ,Die Akte Europa – eine Utopie geht verloren‘